# NGC 1959
NGC 1959 (còn được gọi là ESO 56-SC120) là một cụm sao mở nằm trong chòm sao Sơn Án, một phần của Đám mây Magellan Lớn. Nó được phát hiện bởi John Herschel vào ngày 23 tháng 12 năm 1834. Độ lớn biểu kiến của nó là 12,2 và kích thước của nó là 0,5 phút cung.